# Vanessa Valence
 (novembre 2015).
Si vous disposez d'ouvrages ou d'articles de référence ou si vous connaissez des sites web de qualité traitant du thème abordé ici, merci de compléter l'article en donnant les références utiles à sa vérifiabilité et en les liant à la section « Notes et références ».
Vanessa Valence est une actrice française, née le 6 mars 1972 à Nîmes.
Elle est connue notamment pour avoir interprété l'un des rôles principaux de la série Profilage, le lieutenant Frédérique Kancel.

## Biographie
De 2009 à 2015, elle incarne Frédérique Kancel dans la série Profilage. 
En 2015, elle rejoint la distribution de Plus belle la vie dans le rôle du procureur Claire Mougin,. 
En 2018, elle publié un premier ouvrage La turbulette, un conte de fées moderne.
La même année, elle incarne la reine Marie Tudor dans la série La Guerre des trônes : La Véritable Histoire de l'Europe.

## Filmographie

### Télévision
- 2025 : Vidal, téléfilm de Bénédicte Delmas : Valérie Meunier
- 2019 : La Guerre des trônes : La Véritable Histoire de l'Europe : Marie Tudor
- 2016 : Le Secret d'Élise (1 épisode) : La pédopsychiatre en 1986
- 2015 - 2017 : Plus belle la vie : Claire Mougin, vice-procureur et ex de Sacha (saison 11 - saison 13)
- 2015 : Joséphine, ange gardien (Dans la tête d'Antoine) : Carole Bailly
- 2012 : Dead Shadows : Mom
- 2009 - 2015 : Profilage (saisons 1 à 6) : Lieutenant Frédérique Kancel dit Fred
- 2007 : Off Prime (saison 1 épisode 11) : Directrice
- 2007 : Section de recherches (Corps à corps) : Elise Touré
- 2006 : Brigade Navarro (Carambolage)
- 2006 : Père et Maire (Une seconde chance) : Charlotte Garouche
- 2005 : Joséphine, ange gardien (Le secret de Julien) : Standardiste
- 2005 : Je t'aime à te tuer : Isabelle
- 2005 : Julie Lescaut (Dangereuse rencontre) : Alexandra
- 2004 : SoeurThérese.com (Sang d'encre) : L'assistante
- 2004 : Zodiaque (L'étoile secrète) : l'hôtesse de l'air
- 2004 : Commissaire Moulin (État d'urgence ou le sniper)
- 2004 : Le juge est une femme (Dernière étoile) : Chloé, Hôtesse Institut
- 2004 : Les Cordier, juge et flic (Délit de fuite) : Julia Pujol
- 2003 : Les Cordier, juge et flic (La rançon) : Fournisseur accès internet
- 1993 : Le juge est une femme (Pilote : Aux marches du palais) : La réceptionniste

### Cinéma

#### Longs métrages
- 2008 : Tu peux garder un secret ? d'Alexandre Arcady : Une commère, Céline
- 2005 : Le plus beau jour de ma vie de Julie Lipinski : Victoire

#### Courts métrages
- 2009 : Le Bail de N. Ferrer
- 2004 : Vénus project de O. Jean
- 2003 : Le Taureau (moyen-métrage) de E. Sampaio
- 2003 : Je tue il (moyen-métrage, université PARIS IV)
- 1996 : Trio (moyen-métrage) de N. Maurin
- 1993 : Pourquoi je devrais de S. Rybojad
- 1993 : Les Cendres de nos vies de S. Rybojad

## Doublage
- 2010 : Les Choses qui restent
- 2009 : Dirty Sexy Money
- 2008 : Le Journal d'Anne Frank (Felicity Jones)
- 2007-2008 : H2O : Emma Gilbert (Claire Holt)